# Курпіта Володимир Іванович
Володимир Іванович Курпіта — голова Державної служби України з питань протидії ВІЛ-інфекції/СНІДу та інших соціально небезпечних захворювань (призначений Розпорядженням Кабінету Міністрів України № 516-р від 27 травня 2014 року).

## Освіта
Нижньогородський медичний університет за спеціальністю «Лікувальна справа», кваліфікація — лікар інфекціоніст, лікар гастроентеролог. Протягом 1996–2005 років проходив службу у Головному військовому клінічному госпіталі Міністерства оборони України.
Кандидат медичних наук (2005). Дисертація: «Епідеміологічні особливості гепатиту B серед персоналу військового лікувального закладу та ефективність вакцинопрофілактики».

## Кар'єра
З жовтня 2005 р. до лютого 2009 року займав позицію спеціаліста з ВІЛ/СНІД/ІПСШ Бюро Всесвітньої організації охорони здоров'я в Україні.
З лютого 2009 до травня 2014 року очолював ВБО «Всеукраїнська мережа людей, що живуть з ВІЛ/СНІД».
В. І. Курпіта має значний досвід та експертизу у сфері громадського здоров'я, управління системою охорони здоров'я. формування державної політики у медичній та соціальній сфері. Неодноразово залучався для експертної допомоги для партнерів з країн СНД щодо впровадження інновацій з управління, розробки програм, закупівель товарів та медикаментів та запровадження ефективної системи моніторингу та оцінки. Член Робочих груп ВООЗ, ЮНЕЙДС, ЮНОДК з питань ВІЛ/СНІДу та туберкульозу.